# Franciscanenkerk (Boedapest)
De Franciscanenkerk (Belvárosi Ferences Templom) is een kerkgebouw stammend uit de 13e eeuw, gelegen in het stadsdeel Pest aan het Franciscanerplein (Ferenciek tere) in de Hongaarse stad Boedapest.
Op deze plek stond eerder ook een franciscanerklooster. Door de verovering van Pest in 1541 door de Turken werd de kerk een moskee, de Moskee van Sinan. Door de terugverovering van Pest door de Oostenrijkers in 1686 werd dit weer ongedaan gemaakt. De franciscanen kregen de kerk terug.
Tussen 1727 en 1743 werd de kerk herbouwd in barokke stijl. Het hoofdaltaar werd in 1740 vervaardigd op kosten van baron Antal Grassalkovich, nadat zijn tweede vrouw in de kerk was begraven. In de voorgevel van de kerk bevindt zich een franciscaner embleem bekroond met een door engelen aanbeden Maria. Ook bevinden zich in de voorgevel beelden van franciscaner heiligen. Het interieur van de kerk is versierd met fresco's van Károly Lotz, die stammen uit 1894 en 1895. Ook bevinden er zich schilderijen van Victor Tardo Kremer in het kerkgebouw. Naast het hoofdaltaar bevinden zich ook sculpturen uit 1741 en 1851. De zijaltaren en de kansel van de kerk stammen uit 1851 en 1852.